# Ernst Jünger
Ernst Jünger (n. 29 martie 1895, Heidelberg, Imperiul German – d. 17 februarie 1998, Riedlingen, Regatul Württemberg, Imperiul German) a fost un scriitor, eseist și gânditor politic german.
Inițial, în scrierile sale idealizează războiul ca experiență determinantă în viața individului, ca apoi să devină adversar al nazismului și să denunțe dictatura.
Stilul său se caracterizează prin rafinament, transparență și fascinație plastică.

## Biografie
S-a născut la Heidelberg într-o familie de intelectuali (tatăl său era doctor în chimie). A crescut la Hanovra, unde a urmat școala între 1901 și 1913. A studiat biologia la Leipzig și Napoli, și ulterior, în calitate de entomolog, a descoperit numeroase specii de insecte. A servit o perioadă în Legiunea străină din Africa de Nord și s-a remarcat în Primul Război Mondial, a fost rănit și decorat cu Medalia de Merit. Între 1919 și 1923 a fost ofițer al Armatei Republicii de la Weimar. În 1927 s-a mutat la Berlin. Inițial, a simpatizat mișcarea nazistă, dar deja în 1933 s-a distanțat de regimul lui Hitler, care tocmai preluase puterea. A colaborat la numeroase ziare de dreapta, precum „Standarte”, „Die Kommenden” și „Der Vormarsch”. A participat la al Doilea Război Mondial, având gradul de căpitan. Aderența sa la ideologia nazistă din anii douăzeci s-a transformat ulterior într-o acerbă critică a acesteia, mai ales după ce prietena sa, Else Lasker-Schüler, a fost molestată de Gestapo. S-a căsătorit în 1925 cu Gretha von Jeinsen. A avut doi fii, dintre care unul a murit la doar 18 ani în luptele din Italia, la finele anului 1944.
În pofida controversatei sale relații cu nazismul, Junger este considerat ca unul dintre cei mai importanți gânditori și scriitori germani ai secolului XX. Personalitate puternică, marcată de nonconformism și de fascinația „experiențelor-limită”, el a suscitat deopotriva admirație nemărginită și contestare aprigă. Lucrările sale (proză artistică, eseuri, jurnale) s-au bucurat de o audiență extrem de mare în lumea întreagă. De-a lungul îndelungatei sale vieți a scris mai bine de 50 de cărți, inclusiv romanul autobiografic Furtuna de oțel („In Stahlgewittern”, 1920) în care povestește despre experiența sa din Primul Război Mondial. Romanul l-a inspirat pe Camil Petrescu în momentul când acesta a scris „Ultima noapte de dragoste, întâia noapte de război”.

## Scrieri
- 1920: În furtuni de oțel ("In Stahlgewittern")
- 1925: Lupta ca experiență interioară ("Der Kampf als inneres Erlebnis")
- 1929/1938: Inima aventuroasă ("Das abenteuerliche Herz")
- 1939: Pe falezele de marmură ("Auf der marmorklippen")
- 1942: Grădini și șosele ("Gärten und Strassen")
- 1944: Pacea ("Der Friede")
- 1949: Heliopolis.

### Ediții românești ale cărților lui Ernst Jünger
Multe din cărțile sale au fost traduse și în limba română.
- Praștia, Editura Univers, Colecția Globus, traducere de Ion Roman, București, 1981
- Albine de sticlă, Editura Univers, traducere, selecție și prefață de Ion Roman, București, 1989
- Jurnale pariziene, Editura Humanitas, traducere de Viorica Nișcov, București, 1997
- Heliopolis, Editura Rosmarin, traducere Ingrid-Irene Macarie, București, 1998
- Eumeswil, Editura Univers, Traducere de Nora Iuga, postfata de Rodica Binder,București, 2000
- Pe falezele de marmură, trad. rom. de Ion Roman, Editura Paralela 45, 2002
- Cartea ceasului de nisip, Editura Polirom, Iași, 2001
- Gradini și drumuri. Insemnari caucaziene, Editura Polirom, Iași, 2002
- Pagini din Kirchhorst • Coliba din vie (Anii de ocupație), Editura Polirom, Iași, 2004
- În furtuni de oțel, Editura Corint, traducere de Viorica Nișcov, București, 2017